# Enrique Barragán
Enrique Barragán Méndez (ur. 4 października 1934 w Mercedes) – urugwajski strzelec, olimpijczyk.
Brał udział w Letnich Igrzyskach Olimpijskich 1968 (Meksyk). Startował w konkurencji pistoletu dowolnego (50 m), w której zajął 48. pozycję.

## Wyniki olimpijskie
| Igrzyska | Konkurencja            | Wynik                           | Miejsce | Źródło |
| -------- | ---------------------- | ------------------------------- | ------- | ------ |
| IO 1968  | Pistolet dowolny, 50 m | 529 punktów (90-87-93-86-88-85) | 48.     | [ 1 ]  |